# Фипронил
Фипрони́л — вещество, относящееся к классу фенилпиразолов и являющееся действующим компонентом различных пестицидов. 
В чистом виде имеет форму бесцветного кристаллического порошка и обладает плесневелым запахом. Под действием солнечного света подвергается медленному разложению. Используется для борьбы с насекомыми в сельском хозяйстве, ветеринарии, а также бытовой дезинсекции. Вещество эффективно против насекомых-вредителей из отряда прямокрылых и жесткокрылых. Также помогает против почвообитающих вредителей. Тем не менее вещество обладает высокой токсичностью, что ограничивает масштабы его применения.
При попадании в организм насекомого фипронил блокирует гамма-аминомасляную кислоту, отвечающую за прохождение нервных импульсов через хлорионные каналы в мембранах нервных клеток. Это в свою очередь ведёт к нарушению работы нервной системы насекомого. Через восемь часов после попадания вещества в организм насекомого у него наступает смерть от перевозбуждения центральной нервной системы. Тем не менее вещество не следует применять длительно, так как со временем насекомые вырабатывают устойчивость к фипронилу. Вместо этого следует проводить чередование инсектицидов.